# 陳定山
陳定山 （1897年—1987年），原名陳祖光、陳琪，又名陳蘧，字小蝶，40歲後改署定山，別署蝶野、蕭齋、醉靈軒主、定公、定山居士、永和老人等。中國書畫家、作家，十人書會成員。早年曾就讀聖約翰大學，後退學並隨父親陳蝶仙投入實業。:395 曾在上海發起上海中國美術協會，1948年遷居臺灣後亦在臺擔任中興大學、淡江文理學院、靜宜女子文理學院教授，中華學術院詩學研究所委員。來台後，在趙君豪、葉明勳、耿修業的邀約下重新開始於報紙連載文章。

## 家族
陳定山父親陳栩，近代中國實業家、詩人、小說家、畫家及報人。:385-386 母親朱恕，浙江女詩人。:387 妹陳小翠，書畫家及詩人。 弟陳次蝶。:388-389
1920年，陳定山與張嫻君結婚。1922年，獨子陳克言出生。:373-374 1928年，納鄭十雲為側室。:379

## 著作
《蝶野詩存》、《醉靈軒詩集》、《定山草堂詩二卷》、《定山草堂外集》、《蕭齋詩存》、《十年詩卷》、《定山詞三卷》、《春申舊聞》（1954）、《春申續聞》（1955）、《留台新語》（1967）、《五十年代》、《蝶夢花酣》（1957）、《大唐中興閒話》、《春水江南》、《駱馬湖》、《隋唐閒話》、《黃金世界》、《龍爭虎鬥》、《一代人豪》等等。